# Pulseras rojas (Perú)
Pulseras rojas es una miniserie peruana producida por Michelle Alexander. Es una nueva versión de la serie española homónima, transmitida por América Televisión y producida en conjunto por Del Barrio Producciones en 2015.
Está producción fue protagonizada por Stefano Salvini, Emilio Noguerol, Valquiria Huerta, Brando Gallesi, Gabriel Rondón y Mariano García-Rosell.

## Descripción
Seis jóvenes de entre 12 y 17 años coinciden en un hospital infantil a causa de diferentes enfermedades. La serie muestra cómo es la vida de estos jóvenes en el hospital, su adaptación y de qué manera la estancia en el centro cambia la vida de la gente que les rodea. Una mirada optimista y emotiva, donde se muestran temas como el amor, la familia y la amistad.

## Elenco

### Reparto protagónico
- Stefano Salvini como Jairo "Líder".
- Emilio Noguerol como Alejo "2.do líder".
- Valquiria Huerta como Cristina "La chica".
- Mariano García-Rosell como Toni " El inteligente".
- Gabriel Rondón como Ignacio "El guapo".
- Brando Gallesi como Reinaldo "El imprescindible".

### Reparto principal
- Emilia Drago como Mayra.
- Lorena Caravedo como Norma.
- Milene Vásquez como Lourdes.
- Pierina Carcelén como Vilma.
- Elvira de la Puente
- Sofía Rocha como La Dra. Andrade.
- Diego Lombardi
- Julia Thays como Claudia.
- Claudio Calmet como Juan Carlos.
- Daniela Camaiora como Tefa.
- Stephie Jacobs como Johanna.
- Nicolás Fantinato como Marcelo Chincha.
- Laura Borlini
- Jorge Bardales como Roger.
- Luciana Calvimontes como Olga.
- Ramón García como Benito.
- Gonzalo Molina
- Ismael Contreras
- Rubén Martorell
- Jorge Guzmán
- Gustavo Mac Lennan